# Tyrolean Jet Services
Tyrolean Jets & Services ist ein österreichisches Luftfahrtunternehmen mit Sitz in Innsbruck. TJS führt weltweite Charterflüge im Geschäftsflugverkehr durch.

## Geschichte
Im Jahr 1978 wurde die seit 1958 bestehende Firma Aircraft Innsbruck durch Christian Schwemberger-Swarovski und Gernot Langes-Swarovski übernommen. Die Sparte Geschäftsreiseflüge wurde mit zwei Cessna Citations betrieben. Zu diesem Zeitpunkt gab es am Flughafen Innsbruck nur eine Flugverbindung nach Zürich. So erlebte die Aircraft Innsbruck mit ihren Geschäftsreiseflugzeugen großen Zuspruch.
Im Jahr 1979 fand die Umbenennung und Umstrukturierung in Tyrolean Airways statt, worin die Bereiche Fluggesellschaft, Flugrettung und Geschäftsreiseflüge zusammengefasst wurden. Ebenfalls wurden zu dieser Zeit Helikopterflüge angeboten.
Am 1. April 1980 wurde der erste Linienflug von Innsbruck nach Wien und Zürich mit einer DHC-7 – die den Namen „Stadt Innsbruck“ erhielt – aufgenommen. Im ersten Betriebsjahr konnte man bereits 38.500 Passagiere verbuchen, was den Einsatz einer zweiten Maschine ab Mai 1981 rechtfertigte. Mit ihr wurde das Streckennetz um einen zweimal täglich beflogenen Frankfurt-Kurs erweitert. Im Jahr 1985 erhielt Tyrolean Airways als erster Kunde in Europa eine zweimotorige De Havilland DHC-8 mit 37 Sitzplätzen. Des Weiteren wurde die Gesellschaft in Tyrolean Jet Services umbenannt.
Tyrolean gliederte die Flugrettung in die Tyrol Air Ambulance und die Helikoptersparte in die Heliair aus.
Im Jahr 1988 wurde Tyrolean in eine Aktiengesellschaft verwandelt und die Leipnik Lundenburger Industrie-AG übernahm 25 %. Der ÖAMTC übernahm 1995 die Heliair und Austrian Airlines den Linienflugbetrieb. Daraufhin konzentrierte sich TJS ausschließlich auf den Bereich der Geschäftsreiseflüge.
Im Jahr 2006 betrug die Gesamtflugzeit der Flotte rund 3100 Stunden. Im Jahr 2007 betrieb TJS insgesamt fünf Geschäftsreiseflugzeuge – davon zwei Ultra-Langstreckenflugzeuge – und mehrere Flugzeuge wurden für externe Halter verwaltet.
Im Jahr 2008 erhielt TJS den EBAA Silver Safety Award für ihren Betrieb nach dem EU OPS 1 Standard. 2010 den EBAA Golden Safety Award, 2014 den EBAA Platinum Safety Award für ihren Betrieb nach dem EU OPS 2 Standard
Die TJS ist Mitglied der Austrian Business Aviation Association seit deren Gründung im Jahr 2010.
Im Jahr 2013 wurde das am Flughafen Innsbruck Airside ansässige Unternehmen Cloud Number 9 Catering GmbH als Joint Venture von Tyrolean Jet Services und Welcome Aviation Group übernommen.
Das Unternehmen beschäftigt 25 Piloten, drei Flugbegleiterinnen, zehn Techniker, neun Personen im Servicebereich und fünf im Bereich der Verwaltung.
Im Jahr 2016 wurde in San Marino eine 100% Tochter von TJS gegründet. TJS San Marino verfügt über eine eigene Air Operator Lizenz (AOC), diese berechtigt zum gewerblichen Betrieb von Flugzeugen mit dem Kennzeichen T7. Der ICAO-Code ist TSR mit dem Rufnamen SAN MARINO.
Im Jahr 2017 wurde in Malta eine weitere 100% Tochter von TJS gegründet. TJS Malta verfügt ebenfalls über eine eigene Air Operator Lizenz (AOC), welche den gewerblichen Betrieb von Flugzeugen mit dem Kennzeichen 9H ermöglicht. Der ICAO code ist TYJ.
Mit dem Kauf der Air-Charterfirma Pink Sparrow im Jahr 2022 erweiterte Tyrolean Jet Services die Flotte um zwei Citation XLS+ und drei Citation 525 und änderte in diesem Jahr den offiziellen Auftritt und Markennamen zu Tyrolean Jets and Services.
Im Jahr 2024 wurde die Fluglinie an die R. Schwarz Holding in Wien verkauft.

## Flotte

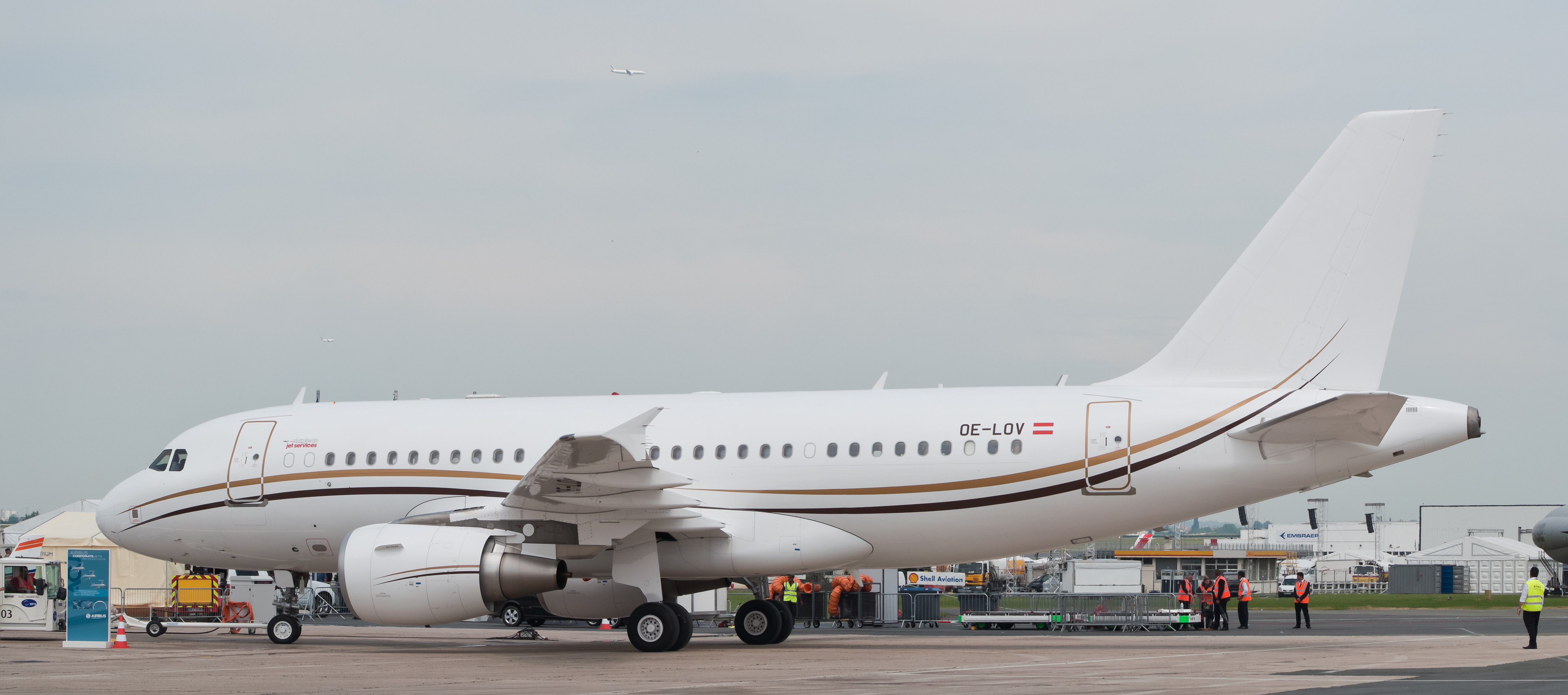
Ehemals von TJS betriebener ACJ319 auf der Paris Air Show 2013.

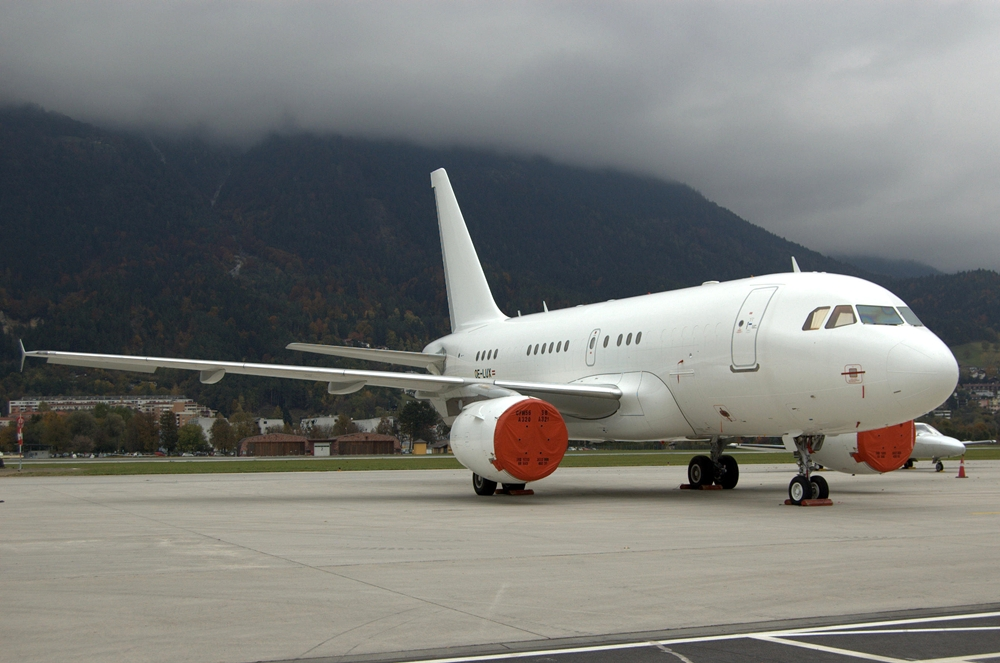
Tyrolean Jet Services zweitgrößtes Flugzeug, ein Airbus A318 Elite ER noch ohne Lackierung. Dieser wird inzwischen nicht mehr von TJS betrieben.

Mit Stand November 2022 besteht die Flotte der Tyrolean Jets & Services aus sieben Flugzeugen:
| Registrierung | Flugzeugtyp            |
| ------------- | ---------------------- |
| 9H-GMG        | Cessna Citation VII    |
| OE-GBH        | Embraer Phenom 300E    |
| OE-FRJ        | Cessna Citation 525    |
| OE-FRS        | Cessna Citation 525    |
| OE-FSP        | Cessna Citation 525    |
| OE-GMJ        | Cessna Citation XLS    |
| OE-GRM        | Cessna Citation XLS    |
| OE-IDM        | Dassault Falcon 900EX  |
| OE-LGE        | Bombardier Global 5000 |

Zur ehemaligen Flotte gehörten unter anderem:
- 1 Gulfstream G550 (OE-IZI)
- 2 Airbus ACJ 319 (OE-LIP, OE-LOV) und 1 Airbus ACJ 318 (OE-LUX)
- 3 Bombardier Global Express (OE-IEL)

In früheren Jahren kamen diverse andere Flugzeugtypen zum Einsatz, darunter verschiedene Falcon Businessjets, andere Cessna Citation Modelle, der bereits oben erwähnte Airbus A318 und zwei weitere Airbus ACJ 319 und zwei Dornier 328-300. Letztere waren bis 2015 aus der Flotte ausgeschieden.
Von der Tochterfirma TJS Malta wurden als weitere Flugzeuge eine King Air B200GT (9H-RBA) sowie eine Dassault Falcon 900 EX EASy II (9H-LAS) betrieben. Von der weiteren Tochterfirma TJS San Marino wurde bis zum Beginn des Jahres 2019 die Gulfstream G650ER (T7-AZG) betrieben. Diese wurde aber von den Eigentümern verkauft, so dass TJS San Marino aktuell kein Flugzeug betreibt.